# Список риб Чорного моря
Список риб Чорного моря містить 186 видів риб, які зустрічаються у водах Чорного моря. Список включає як представників нативної фауни, так і види-вселенці. До переліку не внесені суто прісноводні види, які можуть траплятись у прибережних ділянках в окремі сезони.

## Структура переліку
У стовпці про походження виду вказано його належність до аборигенної фауни (місцеві види), інтродукованих, або інвазивних видів. В окремих випадках, коли відомі лише поодинокі знахідки виду, останні вказані як випадкові.
В стовпці «Де відзначався» вказані прапорці і назви країни, біля берегів яких певні види спостерігаються (або спостерігались).
Теги, що використовуються для виділення охоронного статусу кожного виду за оцінками МСОП:
| Вимерлий вид                        | Extinct               | Зниклий                          |
| Вид, що вимер у дикій природі       | Extinct in the Wild   | Зниклий у дикій природі          |
| Вид на межі зникнення               | Critically Endangered | Перебуває під критичною загрозою |
| Перебуває під загрозою зникнення    | Endangered            | Перебуває під загрозою           |
| Уразливий вид                       | Vulnerable            | Уразливий                        |
| Вид, близький до загрозливого стану | Near Threatened       | Близький до загрозливого стану   |
| Вид поза небезпекою                 | Least Concern         | У найменшій загрозі              |
| Вид з невизначеним статусом         | Data Deficient        | Відомості недостатні             |
| Вид з невизначеним статусом         | Not Evaluated         | Види з недослідженим статусом    |

## Видовий склад фауни
Перелік містить 158 види, що відносяться до аборигенної фауни. До видів були штучно інтродуковані до Чорного моря (а також його басейну), відносяться лише 4. Серед таких є пструг струмковий (Salmo trutta), що є аборигенним для гірських річок Карпат, але розводиться у садкових господарствах у прибережних водах, американський вид гамбузія східна (Gambusia holbrooki), що була заселена у приморські водойми (звідки й потрапляє до моря) з метою боротьби із комарами, далекосхідна кефаль червоногуба, або піленгас (Planiliza haematocheilus) і американський окунь смугастий (Morone saxatilis), що обидва булі заселена як об'єкти марикультури. 6 видів відносяться до інвазивних, тобто були штучно випадково вселені, як наприклад заселені акваріумістами далекосхідний бичок-хамелеон (Tridentiger trigonocephalus) і царьок (Lepomis gibbosus), чи то самостійно вселилися до українських вод (такі як бички великоголовий Millerigobius macrocepalus і лисун Бата Pomatoschistus bathi). Ще 20 видів є випадковими у чорноморських водах, відзначені поодинокі випадки їх спостереження, тому їх належність до аборигенної фауни (можливо рідкісні види), або до вселенців (не прижилися) — теж дискусійна. Як приклад можна навести хрящових риб: акулу-молот звичайну (Sphyrna zygaena), що була відзначена лише один раз біля берегів Румунії, так само котяча акула дрібноплямиста (Scyliorhinus canicula) і акула-лисиця звичайна (Alopias vulpinus) знайдені лише один раз кожна біля берегів Туреччини, або такий вид, як сардинка кругла (Sardinella aurita), що відзначалась кілька разів біля різних берегів.

## Список
| Наукова назва                               | Автор таксона                       | Українська назва            | Походження  | Де відзначався                                       | Статус МСОП                         | Зображення |
| Ряд: Міногоподібні (Petromyzontiformes)     |                                     |                             |             |                                                      |                                     |            |
| Родина: Міногові (Petromyzontidae)          |                                     |                             |             |                                                      |                                     |            |
| Eudontomyzon mariae                         | (Berg, 1931)                        | Мінога українська           | Місцевий    | Болгарія, Румунія, Росія, Туреччина, Україна         | Вид поза небезпекою                 |            |
| Ряд: Скатоподібні (Rajiformes)              |                                     |                             |             |                                                      |                                     |            |
| Родина: Ромбові скати (Rajidae)             |                                     |                             |             |                                                      |                                     |            |
| Raja clavata                                | Linnaeus, 1758                      | Морська лисиця              | Місцевий    | Болгарія, Грузія, Румунія, Росія, Туреччина, Україна | Вид, близький до загрозливого стану |            |
| Ряд: Орлякоподібні (Myliobatiformes)        |                                     |                             |             |                                                      |                                     |            |
| Родина: Хвостоколові (Dasyatidae)           |                                     |                             |             |                                                      |                                     |            |
| Dasyatis pastinaca                          | Linnaeus, 1758                      | Морський кіт                | Місцевий    | Болгарія, Грузія, Румунія, Росія, Туреччина, Україна | Вид з невизначеним статусом         |            |
| Родина: Скатометеликові (Gymnuridae)        |                                     |                             |             |                                                      |                                     |            |
| Gymnura altavela                            | (Linnaeus, 1758)                    | Скат-метелик атлантичний    | Випадковий  | Туреччина                                            | Уразливий вид                       |            |
| Ряд: Кархариноподібні (Carcharhiniformes)   |                                     |                             |             |                                                      |                                     |            |
| Родина: Котячі акули (Scyliorhinidae)       |                                     |                             |             |                                                      |                                     |            |
| Scyliorhinus canicula                       | (Linnaeus, 1758)                    | Котяча акула дрібноплямиста | Випадковий  | Туреччина                                            | Вид з невизначеним статусом         |            |
| Родина: Акули-молоти (Sphyrnidae)           |                                     |                             |             |                                                      |                                     |            |
| Sphyrna zygaena                             | (Linnaeus, 1758)                    | Акула-молот звичайна        | Випадковий  | Румунія                                              | Уразливий вид                       |            |
| Ряд: Ламноподібні (Lamniformes)             |                                     |                             |             |                                                      |                                     |            |
| Родина: Лисячі акули (Alopiidae)            |                                     |                             |             |                                                      |                                     |            |
| Alopias vulpinus                            | (Bonnaterre, 1788)                  | Акула-лисиця звичайна       | Випадковий  | Туреччина                                            | Уразливий вид                       |            |
| Ряд: Катраноподібні (Squaliformes)          |                                     |                             |             |                                                      |                                     |            |
| Родина: Катранові (Squalidae)               |                                     |                             |             |                                                      |                                     |            |
| Squalus acanthias                           | Linnaeus, 1758                      | Катран звичайний            | Місцевий    | Болгарія, Грузія, Румунія, Росія, Туреччина, Україна | Уразливий вид                       |            |
| Squalus blainville                          | (Risso, 1827)                       | Катран малий                | Місцевий    | Болгарія, Грузія, Туреччина                          | Вид з невизначеним статусом         |            |
| Ряд: Акулоангелоподібні (Squatiniformes)    |                                     |                             |             |                                                      |                                     |            |
| Родина: Акули-ангели (Squatinidae)          |                                     |                             |             |                                                      |                                     |            |
| Squatina squatina                           | Linnaeus, 1758                      | Акула-ангел європейська     | Випадковий  | Туреччина                                            | Вид на межі зникнення               |            |
| Ряд: Осетроподібні (Acipenseriformes)       |                                     |                             |             |                                                      |                                     |            |
| Родина: Осетрові (Acipenseridae)            |                                     |                             |             |                                                      |                                     |            |
| Acipenser gueldenstaedtii                   | (Brandt & Ratzeburg, 1833)          | Осетер російський           | Місцевий    | Болгарія, Грузія, Румунія, Росія, Туреччина, Україна | Вид на межі зникнення               |            |
| Acipenser nudiventris                       | Lovetsky, 1828                      | Шип                         | Місцевий    | Болгарія, Грузія, Румунія, Росія, Туреччина, Україна | Вид на межі зникнення               |            |
| Acipenser persicus                          | Borodin, 1897                       | Осетер перський             | Місцевий    | Грузія                                               | Вид на межі зникнення               |            |
| Acipenser ruthenus                          | Linnaeus, 1758                      | Стерлядь                    | Місцевий    | Болгарія, Грузія, Румунія, Росія, Туреччина, Україна | Уразливий вид                       |            |
| Acipenser stellatus                         | Pallas, 1771                        | Севрюга                     | Місцевий    | Болгарія, Грузія, Румунія, Росія, Туреччина, Україна | Вид на межі зникнення               |            |
| Acipenser sturio                            | Linnaeus, 1758                      | Осетер атлантичний          | Місцевий    | Болгарія, Грузія, Румунія, Росія, Туреччина, Україна | Вид на межі зникнення               |            |
| Huso huso                                   | Linnaeus, 1758                      | Білуга                      | Місцевий    | Болгарія, Грузія, Румунія, Росія, Туреччина, Україна | Вид на межі зникнення               |            |
| Ряд: Вугреподібні (Anguilliformes)          |                                     |                             |             |                                                      |                                     |            |
| Родина: Вугреві (Anguillidae)               |                                     |                             |             |                                                      |                                     |            |
| Anguilla anguilla                           | Linnaeus, 1758                      | Вугор європейський          | Місцевий    | Болгарія, Грузія, Румунія, Росія, Туреччина, Україна | Вид на межі зникнення               |            |
| Родина: Конгерові (Congridae)               |                                     |                             |             |                                                      |                                     |            |
| Conger conger                               | Linnaeus, 1758                      | Морський вугор звичайний    | Випадковий  | Болгарія, Румунія, Туреччина, Україна                | Вид з невизначеним статусом         |            |
| Ряд: Оселедцеподібні (Clupeiformes)         |                                     |                             |             |                                                      |                                     |            |
| Родина: Анчоусові (Engraulidae)             |                                     |                             |             |                                                      |                                     |            |
| Engraulis encrasicolus                      | Linnaeus, 1758                      | Хамса                       | Місцевий    | Болгарія, Грузія, Румунія, Росія, Туреччина, Україна | Вид з невизначеним статусом         |            |
| Родина: Оселедцеві (Clupeidae)              |                                     |                             |             |                                                      |                                     |            |
| Alosa caspia                                | (Eichwald, 1838)                    | Пузанок каспійський         | Місцевий    | Болгарія, Грузія, Румунія, Росія, Туреччина, Україна | Вид поза небезпекою                 |            |
| Alosa fallax                                | Lacépède, 1800                      | Фінта                       | Місцевий    | Болгарія, Румунія, Росія, Туреччина, Україна         | Вид поза небезпекою                 |            |
| Alosa immaculata                            | Bennett, 1835                       | Пузанок чорноморський       | Місцевий    | Болгарія, Грузія, Румунія, Росія, Туреччина, Україна | Уразливий вид                       |            |
| Alosa maeotica                              | Grimm, 1901                         | Оселедець керченський       | Місцевий    | Болгарія, Грузія, Румунія, Росія, Туреччина, Україна | Вид поза небезпекою                 |            |
| Alosa tanaica                               | (Grimm, 1901)                       | Пузанок азовський           | Місцевий    | Болгарія, Грузія, Румунія, Росія, Туреччина, Україна | Вид поза небезпекою                 |            |
| Clupeonella cultriventris                   | (Nordmann, 1840)                    | Тюлька звичайна             | Місцевий    | Болгарія, Грузія, Румунія, Росія, Туреччина, Україна | Вид поза небезпекою                 |            |
| Sardina pilchardus                          | Walbaum, 1792                       | Сардина європейська         | Місцевий    | Болгарія, Грузія, Румунія, Росія, Туреччина, Україна | Вид з невизначеним статусом         |            |
| Sardinella aurita                           | Valenciennes, 1847                  | Сардинка кругла             | Випадковий  | Болгарія, Грузія, Румунія, Туреччина, Україна        | Вид з невизначеним статусом         |            |
| Sprattus sprattus                           | (Linnaeus, 1758)                    | Кілька                      | Місцевий    | Болгарія, Грузія, Румунія, Росія, Туреччина, Україна | Вид з невизначеним статусом         |            |
| Ряд: Лососеподібні (Salmoniformes)          |                                     |                             |             |                                                      |                                     |            |
| Родина: Лососеві (Salmonidae)               |                                     |                             |             |                                                      |                                     |            |
| Salmo labrax                                | Pallas, 1814                        | Лосось чорноморський        | Місцевий    | Болгарія, Грузія, Румунія, Росія, Туреччина, Україна | Вид поза небезпекою                 |            |
| Salmo trutta                                | Linnaeus, 1758                      | Пструг струмковий           | Інтродуцент | Румунія, Росія, Туреччина, Україна                   | Вид поза небезпекою                 |            |
| Ряд: Тріскоподібні (Gadiformes)             |                                     |                             |             |                                                      |                                     |            |
| Родина: Тріскові (Gadidae)                  |                                     |                             |             |                                                      |                                     |            |
| Merlangius merlangus                        | Linnaeus, 1758                      | Мерланг                     | Місцевий    | Болгарія, Грузія, Румунія, Росія, Туреччина, Україна | Вид з невизначеним статусом         |            |
| Micromesistius poutassou                    | (Risso, 1827)                       | Путасу північна             | Випадковий  | Україна                                              | Вид з невизначеним статусом         |            |
| Родина: Миневі (Lotidae)                    |                                     |                             |             |                                                      |                                     |            |
| Gaidropsarus mediterraneus                  | (Linnaeus, 1758)                    | Минь середземноморський     | Місцевий    | Болгарія, Грузія, Румунія, Росія, Туреччина, Україна | Вид з невизначеним статусом         |            |
| Родина: Хекові (Merlucciidae)               |                                     |                             |             |                                                      |                                     |            |
| Merluccius merluccius                       | (Linnaeus, 1758)                    | Хек європейський            | Місцевий    | Болгарія, Грузія, Туреччина                          | Вид з невизначеним статусом         |            |
| Ряд: Ошибнеподібні (Ophidiiformes)          |                                     |                             |             |                                                      |                                     |            |
| Родина: Ошибневі (Ophidiidae)               |                                     |                             |             |                                                      |                                     |            |
| Ophidion rochei                             | Müller, 1845                        | Ошибень звичайний           | Місцевий    | Болгарія, Грузія, Румунія, Росія, Туреччина, Україна | Вид з невизначеним статусом         |            |
| Ряд: Вудильникоподібні (Lophiiformes)       |                                     |                             |             |                                                      |                                     |            |
| Родина: Вудильникові (Lophiidae)            |                                     |                             |             |                                                      |                                     |            |
| Lophius budegassa                           | (Spinola, 1807)                     | Вудильник чорночервоний     | Місцевий    | Туреччина                                            | Вид з невизначеним статусом         |            |
| Lophius piscatorius                         | Linnaeus, 1758                      | Морський чорт               | Місцевий    | Болгарія, Туреччина, Україна                         | Вид з невизначеним статусом         |            |
| Ряд: Атериноподібні (Atheriniformes)        |                                     |                             |             |                                                      |                                     |            |
| Родина: Атеринові (Atherinidae)             |                                     |                             |             |                                                      |                                     |            |
| Atherina boyeri                             | Risso, 1810                         | Атерина піщана              | Місцевий    | Болгарія, Грузія, Румунія, Росія, Туреччина, Україна | Вид поза небезпекою                 |            |
| Atherina hepsetus                           | Linnaeus, 1758                      | Атерина середземноморська   | Місцевий    | Болгарія, Грузія, Румунія, Росія, Туреччина, Україна | Вид з невизначеним статусом         |            |
| Ряд: Сарганоподібні (Beloniformes)          |                                     |                             |             |                                                      |                                     |            |
| Родина: Сарганові (Belonidae)               |                                     |                             |             |                                                      |                                     |            |
| Belone belone                               | (Linnaeus, 1761)                    | Сарган звичайний            | Місцевий    | Болгарія, Грузія, Румунія, Росія, Туреччина, Україна | Вид з невизначеним статусом         |            |
| Ряд: Коропозубоподібні (Cyprinodontiformes) |                                     |                             |             |                                                      |                                     |            |
| Родина: Пецилієві (Poeciliidae)             |                                     |                             |             |                                                      |                                     |            |
| Gambusia holbrooki                          | Girard, 1859                        | Гамбузія східна             | Інтродуцент | Грузія, Туреччина                                    | Вид з невизначеним статусом         |            |
| Ряд: Сонцевикоподібні (Zeiformes)           |                                     |                             |             |                                                      |                                     |            |
| Родина: Зевсові (Zeidae)                    |                                     |                             |             |                                                      |                                     |            |
| Zeus faber                                  | Linnaeus, 1758                      | Сонцевик звичайний          | Місцевий    | Болгарія, Грузія, Румунія, Росія, Туреччина, Україна | Вид з невизначеним статусом         |            |
| Ряд: Колючкоподібні (Gasterosteiformes)     |                                     |                             |             |                                                      |                                     |            |
| Родина: Колючкові (Gasterosteidae)          |                                     |                             |             |                                                      |                                     |            |
| Gasterosteus aculeatus                      | Linnaeus, 1758                      | Колючка триголкова          | Місцевий    | Болгарія, Грузія, Румунія, Росія, Туреччина, Україна | Вид поза небезпекою                 |            |
| Pungitius platygaster                       | (Kessler, 1859)                     | Колючка південна            | Місцевий    | Болгарія, Румунія, Росія, Туреччина, Україна         | Вид поза небезпекою                 |            |
| Ряд: Іглицеподібні (Syngnathiformes)        |                                     |                             |             |                                                      |                                     |            |
| Родина: Іглицеві (Syngnathidae)             |                                     |                             |             |                                                      |                                     |            |
| Hippocampus guttulatus                      | (Cuvier, 1829)                      | Морський коник довгорилий   | Місцевий    | Болгарія, Грузія, Румунія, Росія, Туреччина, Україна | Вид з невизначеним статусом         |            |
| Nerophis ophidion                           | (Linnaeus, 1758)                    | Морське шило                | Місцевий    | Болгарія, Грузія, Румунія, Росія, Туреччина, Україна | Вид з невизначеним статусом         |            |
| Syngnathus abaster                          | Risso, 1826                         | Іглиця пухлощока            | Місцевий    | Болгарія, Грузія, Румунія, Росія, Туреччина, Україна | Вид поза небезпекою                 |            |
| Syngnathus acus                             | Linnaeus, 1758                      | Іглиця звичайна             | Випадковий  | Туреччина, Україна                                   | Вид з невизначеним статусом         |            |
| Syngnathus schmidti                         | Popov, 1927                         | Іглиця шипувата             | Місцевий    | Болгарія, Грузія, Румунія, Росія, Туреччина, Україна | Вид з невизначеним статусом         |            |
| Syngnathus tenuirostris                     | Rathke, 1837                        | Іглиця тонкорила            | Місцевий    | Болгарія, Грузія, Румунія, Росія, Туреччина, Україна | Вид з невизначеним статусом         |            |
| Syngnathus typhle                           | Linnaeus, 1758                      | Іглиця довгорила            | Місцевий    | Болгарія, Грузія, Румунія, Росія, Туреччина, Україна | Вид з невизначеним статусом         |            |
| Syngnathus variegatus                       | Pallas, 1814                        | Іглиця товсторила           | Місцевий    | Болгарія, Грузія, Румунія, Росія, Туреччина, Україна | Вид з невизначеним статусом         |            |
| Ряд: Скорпеноподібні (Scorpaeniformes)      |                                     |                             |             |                                                      |                                     |            |
| Родина: Скорпенові (Scorpaenidae)           |                                     |                             |             |                                                      |                                     |            |
| Scorpaena notata                            | Rafinesque, 1810                    | Скорпена мала               | Місцевий    | Росія, Туреччина                                     | Вид з невизначеним статусом         |            |
| Scorpaena porcus                            | Linnaeus, 1758                      | Скорпена звичайна           | Місцевий    | Болгарія, Грузія, Румунія, Росія, Туреччина, Україна | Вид з невизначеним статусом         |            |
| Родина: Довгоперові (Dactylopteridae)       |                                     |                             |             |                                                      |                                     |            |
| Dactylopterus volitans                      | Linnaeus, 1758                      | Довгопер                    | Випадковий  | Україна                                              | Вид з невизначеним статусом         |            |
| Родина: Триглові (Triglidae)                |                                     |                             |             |                                                      |                                     |            |
| Chelidonichthys cuculus                     | (Linnaeus, 1758)                    | Морський півень червоний    | Випадковий  | Туреччина, Україна                                   | Вид з невизначеним статусом         |            |
| Chelidonichthys lucerna                     | (Linnaeus, 1758)                    | Морський півень жовтий      | Місцевий    | Болгарія, Грузія, Румунія, Росія, Туреччина, Україна | Вид з невизначеним статусом         |            |
| Eutrigla gurnardus                          | (Linnaeus, 1758)                    | Морський півень сірий       | Випадковий  | Болгарія, Туреччина                                  | Вид з невизначеним статусом         |            |
| Ряд: Присоскопероподібні (Gobiesociformes)  |                                     |                             |             |                                                      |                                     |            |
| Родина: Присоскоперові (Gobiesocidae)       |                                     |                             |             |                                                      |                                     |            |
| Apletodon dentatus                          | (Facciolà, 1887)                    | Присосок малоголовий        | Місцевий    | Румунія                                              | Вид з невизначеним статусом         |            |
| Diplecogaster bimaculata                    | (Bonnaterre, 1788)                  | Риба-качечка двоплямиста    | Місцевий    | Болгарія, Грузія, Румунія, Росія, Туреччина, Україна | Вид з невизначеним статусом         |            |
| Lepadogaster candolii                       | Risso, 1810                         | Риба-качечка товсторила     | Місцевий    | Болгарія, Грузія, Росія, Туреччина, Україна          | Вид з невизначеним статусом         |            |
| Lepadogaster lepadogaster                   | (Bonnaterre, 1788)                  | Риба-качечка європейська    | Місцевий    | Болгарія, Грузія, Румунія, Росія, Туреччина, Україна | Вид з невизначеним статусом         |            |
| Ряд: Окунеподібні (Perciformes)             |                                     |                             |             |                                                      |                                     |            |
| Родина: Собачкові (Blenniidae)              |                                     |                             |             |                                                      |                                     |            |
| Aidablennius sphynx                         | (Valenciennes, 1836)                | Собачка-сфінкс              | Місцевий    | Болгарія, Грузія, Румунія, Росія, Туреччина, Україна | Вид з невизначеним статусом         |            |
| Blennius ocellaris                          | Linnaeus, 1758                      | Собачка-метелик             | Місцевий    | Туреччина, Україна                                   | Вид з невизначеним статусом         |            |
| Coryphoblennius galerita                    | (Linnaeus, 1758)                    | Собачка чубатий             | Місцевий    | Болгарія, Грузія, Румунія, Росія, Туреччина, Україна | Вид з невизначеним статусом         |            |
| Microlipophrys adriaticus                   | (Steindachner & Kolombatovic, 1883) | Собачка адріатичний         | Випадковий  | Туреччина, Україна                                   | Вид з невизначеним статусом         |            |
| Parablennius gattorugine                    | (Linnaeus, 1758)                    | Собачка тупорилий           | Місцевий    | Туреччина                                            | Вид з невизначеним статусом         |            |
| Parablennius incognitus                     | Bath, 1968                          | Собачка таємничий           | Інвазивний  | Грузія, Туреччина, Україна                           | Вид з невизначеним статусом         |            |
| Parablennius sanguinolentus                 | (Pallas, 1814)                      | Собачка червоно-жовтий      | Місцевий    | Болгарія, Грузія, Румунія, Росія, Туреччина, Україна | Вид з невизначеним статусом         |            |
| Parablennius tentacularis                   | (Brünnich, 1768)                    | Собачка щупальцевий         | Місцевий    | Болгарія, Грузія, Румунія, Росія, Туреччина, Україна | Вид з невизначеним статусом         |            |
| Parablennius zvonimiri                      | Kolombatovic, 1892                  | Собачка Звонимира           | Місцевий    | Болгарія, Грузія, Румунія, Росія, Туреччина, Україна | Вид з невизначеним статусом         |            |
| Salaria pavo                                | (Risso, 1810)                       | Собачка-павич               | Місцевий    | Болгарія, Грузія, Румунія, Росія, Туреччина, Україна | Вид з невизначеним статусом         |            |
| Родина: Трьохперкові (Tripterygiidae)       |                                     |                             |             |                                                      |                                     |            |
| Tripterygion tripteronotus                  | (Risso, 1810)                       | Трьохперка чорноголова      | Місцевий    | Румунія, Росія, Туреччина, Україна                   | Вид поза небезпекою                 |            |
| Родина: Піскаркові (Callionymidae)          |                                     |                             |             |                                                      |                                     |            |
| Callionymus fasciatus                       | Valenciennes, 1837                  | Піскарка смугаста           | Місцевий    | Росія, Туреччина                                     | Вид поза небезпекою                 |            |
| Callionymus lyra                            | Linnaeus, 1758                      | Риба-ліра                   | Місцевий    | Грузія, Росія, Туреччина                             | Вид з невизначеним статусом         |            |
| Callionymus pusillus                        | Delaroche, 1809                     | Піскарка бура               | Місцевий    | Болгарія, Грузія, Румунія, Росія, Туреччина, Україна | Вид з невизначеним статусом         |            |
| Callionymus risso                           | Le Sueur, 1814                      | Піскарка сіра               | Місцевий    | Болгарія, Грузія, Румунія, Росія, Туреччина, Україна | Вид з невизначеним статусом         |            |
| Родина: Бичкові (Gobiidae)                  |                                     |                             |             |                                                      |                                     |            |
| Aphia minuta                                | (Risso, 1810)                       | Бичок прозорий              | Місцевий    | Болгарія, Грузія, Румунія, Росія, Туреччина, Україна | Вид з невизначеним статусом         |            |
| Babka gymnotrachelus                        | (Kessler, 1857)                     | Бичок-гонець                | Місцевий    | Болгарія, Грузія, Румунія, Туреччина, Україна        | Вид поза небезпекою                 |            |
| Benthophiloides brauneri                    | Beling & Iljin, 1927                | Пуголовочка Браунера        | Місцевий    | Болгарія, Румунія, Україна                           | Вид з невизначеним статусом         |            |
| Benthophilus nudus                          | Berg, 1898                          | Пуголовка гола              | Місцевий    | Болгарія, Румунія, Україна                           | Вид поза небезпекою                 |            |
| Caspiosoma caspium                          | (Kessler, 1877)                     | Бичок-голяк                 | Місцевий    | Україна                                              | Вид поза небезпекою                 |            |
| Chromogobius quadrivittatus                 | (Steindachner, 1863)                | Бичок смугастий             | Місцевий    | Болгарія, Росія, Туреччина, Україна                  | Вид поза небезпекою                 |            |
| Gammogobius steinitzi                       | (Bath, 1971)                        | Бичок Штайниця              | Місцевий    | Україна                                              | Вид з невизначеним статусом         |            |
| Gobius bucchichi                            | Steindachner, 1870                  | Бичок-рись                  | Місцевий    | Болгарія, Грузія, Росія, Туреччина, Україна          | Вид поза небезпекою                 |            |
| Gobius cobitis                              | Pallas, 1814                        | Бичок-кругляш               | Місцевий    | Болгарія, Грузія, Румунія, Росія, Туреччина, Україна | Вид поза небезпекою                 |            |
| Gobius cruentatus                           | Gmelin, 1789                        | Бичок червоноротий          | Інвазивний  | Туреччина, Україна                                   | Вид з невизначеним статусом         |            |
| Gobius niger                                | Linnaeus, 1758                      | Бичок чорний                | Місцевий    | Болгарія, Грузія, Румунія, Росія, Туреччина, Україна | Вид з невизначеним статусом         |            |
| Gobius paganellus                           | Linnaeus, 1758                      | Бичок скельний              | Місцевий    | Болгарія, Грузія, Румунія, Росія, Туреччина, Україна | Вид з невизначеним статусом         |            |
| Gobius xanthocephalus                       | Heymer & Zander, 1992               | Бичок жовтоголовий          | Місцевий    | Грузія, Україна                                      | Вид поза небезпекою                 |            |
| Knipowitschia cameliae                      | Nalbant & Otel, 1995                | Кніповичія дунайська        | Місцевий    | Румунія                                              | Вид на межі зникнення               |            |
| Knipowitschia caucasica                     | (Berg, 1916)                        | Кніповичія кавказька        | Місцевий    | Болгарія, Грузія, Румунія, Туреччина, Україна        | Вид поза небезпекою                 |            |
| Knipowitschia longecaudata                  | (Berg, 1916)                        | Бичок-хвостач               | Місцевий    | Болгарія, Румунія, Україна                           | Вид поза небезпекою                 |            |
| Mesogobius batrachocephalus                 | (Pallas, 1814)                      | Бичок жабоголовий           | Місцевий    | Болгарія, Грузія, Румунія, Росія, Туреччина, Україна | Вид поза небезпекою                 |            |
| Millerigobius macrocephalus                 | (Kolombatovic, 1891)                | Бичок великоголовий         | Інвазивний  | Україна                                              | Вид з невизначеним статусом         |            |
| Neogobius fluviatilis                       | (Pallas, 1814)                      | Бичок-бабка                 | Місцевий    | Болгарія, Грузія, Румунія, Росія, Туреччина, Україна | Вид поза небезпекою                 |            |
| Neogobius melanostomus                      | (Pallas, 1814)                      | Бичок-кругляк               | Місцевий    | Болгарія, Грузія, Румунія, Росія, Туреччина, Україна | Вид поза небезпекою                 |            |
| Pomatoschistus bathi                        | (Miller, 1982)                      | Лисун Бата                  | Інвазивний  | Грузія, Росія, Україна                               | Вид з невизначеним статусом         |            |
| Pomatoschistus marmoratus                   | (Risso, 1810)                       | Лисун мармуровий            | Місцевий    | Болгарія, Грузія, Румунія, Росія, Туреччина, Україна | Вид з невизначеним статусом         |            |
| Pomatoschistus minutus                      | (Pallas, 1770)                      | Лисун малий                 | Місцевий    | Болгарія, Румунія, Туреччина, Україна                | Вид з невизначеним статусом         |            |
| Pomatoschistus pictus                       | Malm, 1865                          | Лисун мальований            | Випадковий  | Туреччина, Україна                                   | Вид з невизначеним статусом         |            |
| Ponticola cephalargoides                    | (Pinchuk, 1976)                     | Бичок Пінчука               | Місцевий    | Болгарія, Румунія, Україна                           | Вид з невизначеним статусом         |            |
| Ponticola eurycephalus                      | (Kessler, 1874)                     | Бичок рудий                 | Місцевий    | Болгарія, Грузія, Румунія, Росія, Туреччина, Україна | Вид поза небезпекою                 |            |
| Ponticola kessleri                          | (Günther, 1861)                     | Бичок-головань              | Місцевий    | Болгарія, Румунія, Туреччина, Україна                | Вид поза небезпекою                 |            |
| Ponticola platyrostris                      | (Pallas, 1814)                      | Бичок-губань                | Місцевий    | Болгарія, Грузія, Румунія, Росія, Туреччина, Україна | Вид поза небезпекою                 |            |
| Ponticola ratan                             | (Nordmann, 1840)                    | Бичок кам'яний              | Місцевий    | Болгарія, Румунія, Росія, Туреччина, Україна         | Вид з невизначеним статусом         |            |
| Ponticola syrman                            | (Nordmann, 1840)                    | Бичок-сурман                | Місцевий    | Болгарія, Румунія, Росія, Україна                    | Вид поза небезпекою                 |            |
| Proterorhinus marmoratus                    | (Pallas, 1814)                      | Бичок-цуцик морський        | Місцевий    | Болгарія, Грузія, Румунія, Росія, Туреччина, Україна | Вид поза небезпекою                 |            |
| Tridentiger trigonocephalus                 | (Gill, 1859)                        | Бичок-хамелеон              | Інвазивний  | Україна                                              | Вид з невизначеним статусом         |            |
| Zebrus zebrus                               | (Risso, 1827)                       |                             | Випадковий  | Туреччина                                            | Вид поза небезпекою                 |            |
| Zosterisessor ophiocephalus                 | (Pallas, 1814)                      | Бичок-зеленчак              | Місцевий    | Болгарія, Грузія, Румунія, Росія, Туреччина, Україна | Вид з невизначеним статусом         |            |
| Родина: Губаневі (Labridae)                 |                                     |                             |             |                                                      |                                     |            |
| Coris julis                                 | (Linnaeus, 1758)                    | Райдужник морський          | Місцевий    | Болгарія, Румунія, Туреччина                         | Вид поза небезпекою                 |            |
| Ctenolabrus rupestris                       | (Linnaeus, 1758)                    | Губань-скельник             | Місцевий    | Болгарія, Грузія, Румунія, Росія, Туреччина, Україна | Вид з невизначеним статусом         |            |
| Labrus bergylta                             | Linnaeus, 1758                      | Губань райдужний            | Місцевий    | Туреччина                                            | Вид поза небезпекою                 |            |
| Labrus merula                               | Linnaeus, 1758                      | Губань бурий                | Місцевий    | Туреччина                                            | Вид поза небезпекою                 |            |
| Labrus viridis                              | Linnaeus, 1758                      | Губань зелений              | Місцевий    | Болгарія, Румунія, Туреччина, Україна                | Уразливий вид                       |            |
| Symphodus cinereus                          | (Bonnaterre, 1788)                  | Зеленушка-орябок            | Місцевий    | Болгарія, Грузія, Румунія, Росія, Туреччина, Україна | Вид поза небезпекою                 |            |
| Symphodus ocellatus                         | Forsskål, 1775                      | Зеленушка плямиста          | Місцевий    | Болгарія, Грузія, Румунія, Росія, Туреччина, Україна | Вид поза небезпекою                 |            |
| Symphodus roissali                          | (Risso, 1810)                       | Зеленушка-перепілка         | Місцевий    | Болгарія, Грузія, Румунія, Росія, Туреччина, Україна | Вид поза небезпекою                 |            |
| Symphodus rostratus                         | (Bloch, 1791)                       | Зеленушка носата            | Місцевий    | Болгарія, Грузія, Румунія, Росія, Туреччина, Україна | Вид поза небезпекою                 |            |
| Symphodus tinca                             | (Linnaeus, 1758)                    | Зеленушка-рулена            | Місцевий    | Болгарія, Грузія, Румунія, Росія, Туреччина, Україна | Вид поза небезпекою                 |            |
| Родина: Помацентрові (Pomacentridae)        |                                     |                             |             |                                                      |                                     |            |
| Chromis chromis                             | (Linnaeus, 1758)                    | Морська ластівка            | Місцевий    | Болгарія, Грузія, Румунія, Росія, Туреччина, Україна | Вид з невизначеним статусом         |            |
| Родина: Кефалеві (Mugilidae)                |                                     |                             |             |                                                      |                                     |            |
| Chelon labrosus                             | (Risso, 1827)                       | Стрибка                     | Місцевий    | Болгарія, Туреччина, Україна                         | Вид з невизначеним статусом         |            |
| Liza aurata                                 | (Risso, 1810)                       | Сингіль                     | Місцевий    | Болгарія, Грузія, Румунія, Росія, Туреччина, Україна | Вид поза небезпекою                 |            |
| Liza haematocheilus                         | (Temminck & Schlegel, 1845)         | Піленгас                    | Інтродуцент | Болгарія, Грузія, Румунія, Росія, Туреччина, Україна | Вид з невизначеним статусом         |            |
| Liza ramada                                 | (Risso, 1810)                       | Кефаль-головач              | Місцевий    | Болгарія, Румунія, Туреччина, Україна                | Вид з невизначеним статусом         |            |
| Liza saliens                                | (Risso, 1810)                       | Гостроніс                   | Місцевий    | Болгарія, Грузія, Румунія, Росія, Туреччина, Україна | Вид поза небезпекою                 |            |
| Mugil cephalus                              | Linnaeus, 1758                      | Лобань                      | Місцевий    | Болгарія, Грузія, Румунія, Росія, Туреччина, Україна | Вид поза небезпекою                 |            |
| Родина: Ставридові (Carangidae)             |                                     |                             |             |                                                      |                                     |            |
| Lichia amia                                 | Linnaeus, 1758                      | Ліхія                       | Місцевий    | Болгарія, Туреччина                                  | Вид з невизначеним статусом         |            |
| Trachurus mediterraneus                     | (Steindachner, 1868)                | Ставрида середземноморська  | Місцевий    | Болгарія, Грузія, Румунія, Росія, Туреччина, Україна | Вид з невизначеним статусом         |            |
| Trachurus trachurus                         | (Linnaeus, 1758)                    | Ставрида атлантична         | Місцевий    | Болгарія, Румунія, Туреччина, Україна                | Вид з невизначеним статусом         |            |
| Naucrates ductor                            | (Linnaeus, 1758)                    | Риба-лоцман                 | Випадковий  | Туреччина, Україна                                   | Вид з невизначеним статусом         |            |
| Родина: Центракантові (Centracanthidae)     |                                     |                             |             |                                                      |                                     |            |
| Spicara maena                               | (Linnaeus, 1758)                    | Смарида смугаста            | Місцевий    | Болгарія, Росія, Туреччина, Україна                  | Вид з невизначеним статусом         |            |
| Spicara smaris                              | (Linnaeus, 1758)                    | Смарида звичайна            | Місцевий    | Болгарія, Грузія, Румунія, Росія, Туреччина, Україна | Вид з невизначеним статусом         |            |
| Родина: Центрархові (Centrarchidae)         |                                     |                             |             |                                                      |                                     |            |
| Lepomis gibbosus                            | (Linnaeus, 1758)                    | Царьок                      | Інвазивний  | Болгарія, Румунія, Україна                           | Вид з невизначеним статусом         |            |
| Родина: Щетинкозубі (Chaetodontidae)        |                                     |                             |             |                                                      |                                     |            |
| Heniochus acuminatus                        | (Linnaeus, 1758)                    | Кабуба білопера             | Випадковий  | Україна                                              | Вид поза небезпекою                 |            |
| Родина: Моронові (Moronidae)                |                                     |                             |             |                                                      |                                     |            |
| Dicentrarchus labrax                        | (Linnaeus, 1758)                    | Лаврак                      | Місцевий    | Болгарія, Грузія, Румунія, Росія, Туреччина, Україна | Вид поза небезпекою                 |            |
| Morone saxatilis                            | (Walbaum, 1792)                     | Окунь смугастий             | Інтродуцент | Росія, Україна                                       | Вид з невизначеним статусом         |            |
| Родина: Барабулеві (Mullidae)               |                                     |                             |             |                                                      |                                     |            |
| Mullus barbatus                             | Linnaeus, 1758                      | Барабуля звичайна           | Місцевий    | Болгарія, Грузія, Румунія, Росія, Туреччина, Україна | Вид з невизначеним статусом         |            |
| Mullus surmuletus                           | Linnaeus, 1758                      | Барабуля смугаста           | Місцевий    | Туреччина                                            | Вид з невизначеним статусом         |            |
| Родина: Окуневі (Percidae)                  |                                     |                             |             |                                                      |                                     |            |
| Percarina demidoffii                        | Nordmann, 1840                      | Сопач чорноморський         | Місцевий    | Румунія, Україна                                     | Вид, близький до загрозливого стану |            |
| Percarina maeotica                          | Kuznetsov, 1888                     | Сопач азовський             | Місцевий    | Росія, Україна                                       | Вид поза небезпекою                 |            |
| Sander marinus                              | (Cuvier, 1828)                      | Судак морський              | Місцевий    | Болгарія, Україна                                    | Вид з невизначеним статусом         |            |
| Родина: Луфареві (Pomatomidae)              |                                     |                             |             |                                                      |                                     |            |
| Pomatomus saltatrix                         | (Linnaeus, 1766)                    | Луфар                       | Місцевий    | Болгарія, Грузія, Румунія, Росія, Туреччина, Україна | Вид з невизначеним статусом         |            |
| Родина: Причепові (Echeneidae)              |                                     |                             |             |                                                      |                                     |            |
| Echeneis naucrates                          | (Linnaeus, 1758)                    | Причепа смугаста            | Випадковий  | Болгарія, Туреччина                                  | Вид з невизначеним статусом         |            |
| Родина: Горбаневі (Sciaenidae)              |                                     |                             |             |                                                      |                                     |            |
| Argyrosomus regius                          | Asso, 1801                          | Горбань сріблястий          | Місцевий    | Туреччина                                            | Вид з невизначеним статусом         |            |
| Sciaena umbra                               | (Linnaeus, 1758)                    | Горбань темний              | Місцевий    | Болгарія, Грузія, Румунія, Росія, Туреччина, Україна | Вид з невизначеним статусом         |            |
| Umbrina cirrosa                             | (Linnaeus, 1758)                    | Горбань світлий             | Місцевий    | Болгарія, Грузія, Румунія, Росія, Туреччина, Україна | Вид з невизначеним статусом         |            |
| Родина: Серранові (Serranidae)              |                                     |                             |             |                                                      |                                     |            |
| Serranus cabrilla                           | (Linnaeus, 1758)                    | Пильчак-ханос               | Місцевий    | Болгарія, Румунія, Туреччина, Україна                | Вид з невизначеним статусом         |            |
| Serranus scriba                             | (Linnaeus, 1758)                    | Пильчак кам'яний            | Місцевий    | Болгарія, Грузія, Румунія, Росія, Туреччина, Україна | Вид з невизначеним статусом         |            |
| Родина: Спарові (Sparidae)                  |                                     |                             |             |                                                      |                                     |            |
| Boops boops                                 | (Linnaeus, 1758)                    | Бопс великоокий             | Місцевий    | Болгарія, Грузія, Румунія, Росія, Туреччина, Україна | Вид з невизначеним статусом         |            |
| Dentex dentex                               | (Linnaeus, 1758)                    | Зубань звичайний            | Місцевий    | Болгарія, Румунія, Туреччина, Україна                | Вид з невизначеним статусом         |            |
| Diplodus annularis                          | (Linnaeus, 1758)                    | Ласкир                      | Місцевий    | Болгарія, Грузія, Румунія, Росія, Туреччина, Україна | Вид з невизначеним статусом         |            |
| Diplodus puntazzo                           | Cetti, 1777                         | Зубарик                     | Місцевий    | Болгарія, Грузія, Румунія, Росія, Туреччина, Україна | Вид з невизначеним статусом         |            |
| Diplodus sargus                             | (Linnaeus, 1758)                    | Сарг                        | Місцевий    | Болгарія, Туреччина, Україна                         | Вид з невизначеним статусом         |            |
| Diplodus vulgaris                           | (Geoffroy Saint-Hilaire, 1817)      | Морський карась звичайний   | Місцевий    | Болгарія, Туреччина                                  | Вид з невизначеним статусом         |            |
| Lithognathus mormyrus                       | (Linnaeus, 1758)                    | Землерий атлантичний        | Випадковий  | Болгарія                                             | Вид з невизначеним статусом         |            |
| Oblada melanura                             | (Linnaeus, 1758)                    | Облада                      | Місцевий    | Болгарія, Туреччина                                  | Вид з невизначеним статусом         |            |
| Pagellus erythrinus                         | (Linnaeus, 1758)                    | Пагель червоний             | Місцевий    | Болгарія, Грузія, Румунія, Росія, Туреччина, Україна | Вид з невизначеним статусом         |            |
| Sarpa salpa                                 | (Linnaeus, 1758)                    | Сарпа                       | Місцевий    | Болгарія, Грузія, Румунія, Туреччина, Україна        | Вид з невизначеним статусом         |            |
| Sparus aurata                               | Linnaeus, 1758                      | Спар                        | Місцевий    | Болгарія, Грузія, Румунія, Туреччина, Україна        | Вид з невизначеним статусом         |            |
| Spondyliosoma cantharus                     | (Linnaeus, 1758)                    | Кантар                      | Місцевий    | Болгарія, Туреччина                                  | Вид з невизначеним статусом         |            |
| Родина: Баракудові (Sphyraenidae)           |                                     |                             |             |                                                      |                                     |            |
| Sphyraena pinguis                           | (Günther, 1874)                     | Баракуда червона            | Випадковий  | Україна                                              | Вид з невизначеним статусом         |            |
| Sphyraena sphyraena                         | (Linnaeus, 1758)                    | Баракуда європейська        | Місцевий    | Болгарія, Румунія, Україна                           | Вид з невизначеним статусом         |            |
| Родина: Шаблерибові (Trichiuridae)          |                                     |                             |             |                                                      |                                     |            |
| Lepidopus caudatus                          | (Euphrasen, 1788)                   | Риба-шабля хвостата         | Випадковий  | Туреччина                                            | Вид з невизначеним статусом         |            |
| Родина: Скумбрієві (Scombridae)             |                                     |                             |             |                                                      |                                     |            |
| Auxis rochei                                | (Lacepède, 1800)                    | Тунець скумбрійовидний      | Місцевий    | Туреччина                                            | Вид поза небезпекою                 |            |
| Euthynnus alletteratus                      | (Rafinesque, 1810)                  | Тунець малий                | Місцевий    | Болгарія, Туреччина                                  | Вид поза небезпекою                 |            |
| Sarda sarda                                 | Bloch, 1793                         | Пеламіда атлантична         | Місцевий    | Болгарія, Грузія, Румунія, Росія, Туреччина, Україна | Вид поза небезпекою                 |            |
| Scomber colias                              | Gmelin, 1789                        | Кольоз                      | Місцевий    | Болгарія, Грузія, Румунія, Росія, Туреччина, Україна | Вид поза небезпекою                 |            |
| Scomber scombrus                            | Linnaeus, 1758                      | Скумбрія атлантична         | Місцевий    | Болгарія, Грузія, Румунія, Росія, Туреччина, Україна | Вид поза небезпекою                 |            |
| Thunnus thynnus                             | (Linnaeus, 1758)                    | Тунець блакитний            | Місцевий    | Болгарія, Грузія, Румунія, Росія, Туреччина, Україна | Перебуває під загрозою зникнення    |            |
| Родина: Мечорилі (Xiphiidae)                |                                     |                             |             |                                                      |                                     |            |
| Xiphias gladius                             | Linnaeus, 1758                      | Риба-меч                    | Місцевий    | Болгарія, Грузія, Румунія, Росія, Туреччина, Україна | Вид поза небезпекою                 |            |
| Родина: Піщанкові (Ammodytidae)             |                                     |                             |             |                                                      |                                     |            |
| Gymnammodytes cicerelus                     | (Rafinesque, 1810)                  | Піщанка стручкувата         | Місцевий    | Болгарія, Грузія, Румунія, Росія, Туреччина, Україна | Вид з невизначеним статусом         |            |
| Родина: Дракончикові (Trachinidae)          |                                     |                             |             |                                                      |                                     |            |
| Trachinus draco                             | Linnaeus, 1758                      | Дракончик великий           | Місцевий    | Болгарія, Грузія, Румунія, Росія, Туреччина, Україна | Вид з невизначеним статусом         |            |
| Родина: Зіркоглядові (Uranoscopidae)        |                                     |                             |             |                                                      |                                     |            |
| Uranoscopus scaber                          | Linnaeus, 1758                      | Зіркогляд звичайний         | Місцевий    | Болгарія, Грузія, Румунія, Росія, Туреччина, Україна | Вид з невизначеним статусом         |            |
| Ряд: Камбалоподібні (Pleuronectiformes)     |                                     |                             |             |                                                      |                                     |            |
| Родина: Калканові (Scophthalmidae)          |                                     |                             |             |                                                      |                                     |            |
| Scophthalmus maeoticus                      | (Pallas, 1814)                      | Калкан чорноморський        | Місцевий    | Болгарія, Грузія, Румунія, Росія, Туреччина, Україна | Вид з невизначеним статусом         |            |
| Scophthalmus rhombus                        | (Linnaeus, 1758)                    | Калкан гладенький           | Місцевий    | Болгарія, Грузія, Росія, Туреччина, Україна          | Вид з невизначеним статусом         |            |
| Родина: Ботові (Bothidae)                   |                                     |                             |             |                                                      |                                     |            |
| Arnoglossus kessleri                        | (Schmidt, 1915)                     | Арноглось Кесслера          | Місцевий    | Болгарія, Грузія, Росія, Туреччина, Україна          | Вид з невизначеним статусом         |            |
| Arnoglossus laterna                         | (Walbaum, 1792)                     | Арноглось середземноморська | Місцевий    | Туреччина                                            | Вид з невизначеним статусом         |            |
| Arnoglossus thori                           | (Kyle, 1913)                        | Арноглось Тора              | Місцевий    | Туреччина                                            | Вид з невизначеним статусом         |            |
| Родина: Камбалові (Pleuronectidae)          |                                     |                             |             |                                                      |                                     |            |
| Platichthys flesus                          | Linnaeus, 1758                      | Глось                       | Місцевий    | Болгарія, Грузія, Румунія, Росія, Туреччина, Україна | Вид поза небезпекою                 |            |
| Родина: Язикові (Soleidae)                  |                                     |                             |             |                                                      |                                     |            |
| Buglossidium luteum                         | (Risso, 1810)                       | Солія жовта                 | Місцевий    | Туреччина                                            | Вид з невизначеним статусом         |            |
| Microchirus variegatus                      | (Donovan, 1808)                     | Солія короткопера           | Місцевий    | Туреччина                                            | Вид з невизначеним статусом         |            |
| Pegusa nasuta                               | (Pallas, 1814)                      | Морський язик носатий       | Місцевий    | Болгарія, Грузія, Румунія, Росія, Туреччина, Україна | Вид з невизначеним статусом         |            |
| Solea solea                                 | (Linnaeus, 1758)                    | Морський язик звичайний     | Місцевий    | Туреччина                                            | Вид з невизначеним статусом         |            |
| Ряд: Скелезубоподібні (Tetraodontiformes)   |                                     |                             |             |                                                      |                                     |            |
| Родина: Спинорогові (Balistidae)            |                                     |                             |             |                                                      |                                     |            |
| Balistes capriscus                          | (Gmelin, 1789)                      | Сірий спиноріг              | Місцевий    | Туреччина, Україна                                   | Вид з невизначеним статусом         |            |